# Schückska priset
Schückska priset är ett litterärt pris instiftat av Svenska Akademien 1947, som syftar till att stödja och belöna ett litteraturhistoriskt författarskap. Priset har namngivits efter Henrik Schück och prissumman är på 100 000 kronor (2012).

## Pristagare (urval)
- 1960 – Agne Beijer och J. Viktor Johansson
- 1961 – Alrik Gustafson
- 1962 – Victor Svanberg
- 1963 – Gunnar Brandell och Lauri Viljanen
- 1964 – Knut Ahnlund och Ingvar Holm
- 1965 – Ivar Harrie
- 1966 – Bengt Holmqvist
- 1967 – E.N. Tigerstedt
- 1968 – Gunnar Axberger
- 1969 – Magnus von Platen
- 1970 – Staffan Björck
- 1971 – Örjan Lindberger
- 1972 – Gustaf Fredén
- 1973 – Hans Levander
- 1974 – Gunnar Ahlström
- 1975 – Bernt Olsson
- 1976 – Lennart Breitholtz
- 1977 – Kurt Aspelin
- 1978 – Thure Stenström
- 1979 – Kurt Johannesson
- 1980 – Kjell Espmark
- 1981 – Peter Hallberg
- 1982 – Lars Furuland
- 1984 – Staffan Björck och Carl Fehrman
- 1985 – Louise Vinge och Johan Wrede
- 1986 – Ingemar Algulin och Lars Lönnroth
- 1987 – Inge Jonsson
- 1988 – Bernt Olsson
- 1989 – Sverker R. Ek
- 1990 – Bengt Landgren och Sven Linnér
- 1991 – Ingvar Holm
- 1992 – Gunnar Ollén
- 1993 – Stina Hansson
- 1994 – Ulla-Britta Lagerroth
- 1995 – Johan Svedjedal
- 1996 – Anders Cullhed
- 1997 – Lars-Åke Skalin
- 1998 – Arne Melberg
- 1999 – Per Rydén
- 2000 – Torsten Pettersson
- 2001 – Vivi Edström
- 2002 – Sverker Göransson
- 2003 – Eva Haettner Aurelius
- 2004 – Birgitta Holm
- 2005 – Staffan Bergsten
- 2006 – Roland Lysell
- 2007 – Anders Olsson
- 2008 – Ingeborg Nordin Hennel
- 2009 – Beata Agrell
- 2010 – Mats Malm
- 2011 – Boel Westin
- 2012 – Marie-Christine Skuncke
- 2013 – Mats Jansson
- 2014 – Martin Hägglund
- 2015 – Paula Henrikson
- 2016 – Mikael van Reis[2]
- 2017 – Ulf Olsson
- 2018 – Anna Williams
- 2019 – Yvonne Leffler
- 2020 – Håkan Möller[3]
- 2021 – Carina Burman[4]
- 2023 – Ingrid Elam[5]
- 2024 – Åsa Arping

### Fotnoter
1. ↑  ”Schückska priset”. Svenska Akademien. Arkiverad från originalet den 23 juni 2012. https://web.archive.org/web/20120623134530/http://www.svenskaakademien.se/information/pressinformation/2012/schuckska-priset. Läst 9 juni 2012.
2. ↑  ”Schückska priset”. Svenska Akademien. 10 mars 2016. http://www.svenskaakademien.se/press/schuckska-priset-9. Läst 2 juli 2016.
3. ↑  https://www.svenskaakademien.se/press/schuckska-priset-12
4. ↑  https://www.svenskaakademien.se/akademien/sammankomster/hogtidssammankomsten/hogtidssammankomst-2021
5. ↑  ”Schückska priset 2023”, Svenska Akademien. Läst 14 augusti 2023.